# 村上史
村上 史（むらかみ ふみ、1989年1月27日 - ）は、NHK広島放送局の女性キャスター。

## 経歴
熊本県合志市出身。ルーテル学院高等学校、西南学院大学商学部卒業後、2012年4月にFM宮崎入社。
2012年9月現在、FM宮崎で唯一の女性アナウンサーである。福岡アナウンススクール卒業。2017年4月よりNHK熊本放送局の、2021年4月よりNHK広島放送局のキャスター。

## 担当番組

### 現在
- ひるまえ直送便（月曜 - 金曜 11:40 - 12:00）

### 過去
エフエム宮崎時代
- Radio Paradise 耳が恋した!（2012年4月 - 2013年3月）
- ハイブリッドモーニング（2013年4月 - 2015年3月）
- Yummy ×Yummy（2015年4月 - 2017年3月）

NHK熊本放送局時代
- テレメッセくまもと（月曜 - 金曜 11:45 - 12:00）